# Sparta (mitologia)
Sparta (gr. Σπάρτα Spárta, Σπάρτη Spártē, łac. Sparta) – w mitologii greckiej najada w Sparcie, eponim i królowa miasta Sparty.
Uchodziła za córkę boga Eurotasa i Klety. Była żoną króla Lakedajmona (Lacedemon) oraz matką Amyklasa i Eurydyki.